# Bahnstrecke Elberfeld–Dortmund
| Streckennetz der Bergisch-Märkischen Eisenbahn-Gesellschaft | | | |
| Streckennummer (DB): | 2550 (Wuppertal–Hagen) 2801 (Hagen–Dortmund) 2525 (Wuppertal–Schwelm, S-Bahn) 2701 (W-Oberbarmen–Schwelm, GV) 2811 (Rehsiepen–Einhaus, GV) | | |
| Kursbuchstrecke (DB): | 427, 455 (Fernbahn) 450.5, 450.8, 450.9 (S-Bahn)                                                                                           | | |
| Kursbuchstrecke: | 233 (Dortmund Hbf – Hagen Hbf 1946) 228 (Hagen Hbf – Wuppertal-Elberfeld 1946)                                                             | | |
| Streckenlänge: | 56 km | | |
| Spurweite: | 1435 mm (Normalspur) | | |
| Streckenklasse: | D4 | | |
| Stromsystem: | 15 kV 16,7 Hz ~ | | |
| Streckengeschwindigkeit: | 160 km/h | | |
| Zweigleisigkeit: | (durchgehend) | | |
| | | | |
| \| \| \| Hauptstrecke von Hamm (Westf) \| \| \| \| \| Strecke von Lünen \| \| \| \| 31,3 \| Dortmund Hbf \| 84 m \| \| \| \| Strecke nach Wanne-Eickel \| \| \| \| \| Hauptstrecke nach Bochum/Witten \| \| \| \| \| \| \| \| \| 29,5 \| Dortmund West (geplant) Strecke DO-Mengede–Unna-Königsborn und Strecke DO-Lütgendortmund–Dortmund Süd \| Dortmund West (geplant) Strecke DO-Mengede–Unna-Königsborn und Strecke DO-Lütgendortmund–Dortmund Süd \| \| \| \| \| \| \| \| \| Strecke nach Soest \| \| \| \| 28,4 \| Strecke Dortmunderfeld–Abzw Schnettkerbrücke \| Strecke Dortmunderfeld–Abzw Schnettkerbrücke \| \| \| \| \| \| \| \| \| Strecke von Dortmund-Dortmunderfeld, zur Strecke von Dortmund-Huckarde und zur Strecke von Dortmund-Lütgendortmund \| \| \| \| \| \| \| \| \| 27,6 \| Schönau (Abzw) \| Schönau (Abzw) \| \| \| 25,6 \| Dortmund-Barop \| 97 m \| \| \| \| Dortmund-Hombruch (geplant) \| \| \| \| 23,2 \| Dortmund-Kruckel \| 100 m \| \| \| \| Witten Rüdinghauser Feld (geplant) \| \| \| \| 20,3 \| Witten-Annen Nord \| 114 m \| \| \| \| Witten Universität (geplant) \| \| \| \| \| ehem. Rheinischer Esel \| \| \| \| \| Hauptstrecke von Bochum/Dortmund \| \| \| \| 15,3 \| Witten Hbf \| 95 m \| \| \| \| Strecke nach Schwelm \| \| \| \| 7,8 \| Wetter (Ruhr) \| 94 m \| \| \| \| Ruhr \| \| \| \| \| \| \| \| \| \| Ruhrtalbahn von Hattingen (Ruhr) (GV und Museumszüge) \| \| \| \| \| \| \| \| \| \| ehem. Wuppertaler Nordbahn \| \| \| \| 4,3 \| Hagen-Vorhalle \| 106 m \| \| \| \| A 1 \| \| \| \| \| von Dortmund-Löttringhausen \| \| \| \| 3,6 \| Abzw Hagen-Vorhalle Yo \| Abzw Hagen-Vorhalle Yo \| \| \| \| ↖ Ruhrtalbahn / ↙ nach HA-Kabel \| \| \| \| \| ehem. HA-Eckesey ↔ HA-Hengstey \| \| \| \| \| ehem. Verbindungsstrecke von HA-Eckesey \| \| \| \| \| Volme \| \| \| \| \| \| \| \| \| \| Strecke von Hamm (Westf) und Ruhr-Sieg-Strecke von Siegen \| \| \| \| \| \| \| \| \| \| Hagen Gbf \| \| \| \| \| Hagen-Eckesey (geplant) \| \| \| \| \| Verbindungsstrecke von Hagen-Eckesey \| \| \| \| 0,0141,7 \| Hagen Hbf (ehem. Hagen BME) \| 107 m \| \| \| \| Volme \| \| \| \| \| ehem. Verbindungsstrecke nach Dieringhausen \| \| \| \| \| S-Bahn-Strecke nach Gevelsberg \| \| \| \| 140,8 \| Abzw Rehsiepen (Nord) \| Abzw Rehsiepen (Nord) \| \| \| \| Strecke nach Gummersbach-Dieringhausen \| \| \| \| 140,2 \| Abzw Rehsiepen (niveaufreie Einfädelung) \| 121 m \| \| \| \| ehem. Kleinbahn nach Breckerfeld \| \| \| \| \| \| \| \| \| 138,1 \| Hagen-Haspe (ehem. Haspe BME, Hasper Hütte) \| 142 m \| \| \| \| \| \| \| \| \| heutiger Beginn der Ennepetalbahn \| \| \| \| 132,7 \| Gevelsberg \| Gevelsberg \| \| \| 131,1 \| Kruiner Tunnel, Ennepetalbahn nach Altenvoerde \| Kruiner Tunnel, Ennepetalbahn nach Altenvoerde \| \| \| 131,0 \| Ennepe \| Ennepe \| \| \| 130,5 \| Ennepetal (Gevelsberg) (ehem. Milspe) \| 210 m \| \| \| \| S-Bahn-Strecke von Gevelsberg \| \| \| \| 126,0(5,2) \| Schwelm \| 213 m \| \| \| \| ehem. Verbindungsstrecke von Nordbahn \| \| \| \| 3,7 \| Schwelm West \| 197 m \| \| \| (2,2) \| Wuppertal-Langerfeld (alt) \| Wuppertal-Langerfeld (alt) \| \| \| (1,8) \| Wuppertal-Langerfeld (Bft) \| 183 m \| \| \| \| ehem. Verbindungsstrecken zur Nordbahn \| \| \| \| 1,6 \| Wuppertal-Langerfeld \| 174 m \| \| \| \| (Überwerfungsbauwerk) \| \| \| \| \| (nur Güterverkehr) \| \| \| \| \| ehem. von/nach Opladen \| \| \| \| \| Wupper \| \| \| \| \| ehem. von Opladen/Wuppertal-Rauenthal \| \| \| \| (0,0)120,9 \| Wuppertal-Oberbarmen \| 162 m \| \| \| 118,9 \| Wuppertal-Barmen \| 156 m \| \| \| 117,0 \| Wuppertal-Unterbarmen \| 160 m \| \| \| 115,7 \| Döppersberg (urspr. Streckenbeginn) \| Döppersberg (urspr. Streckenbeginn) \| \| \| 115,4 \| Wuppertal Hbf (ehem. Elberfeld) \| 170 m \| \| \| \| Hauptstrecke nach Düsseldorf \| \| \| \| \| \| \| \| Quellen: [1][2] \| \| \| \| | | | |
| | | Hauptstrecke von Hamm (Westf)                                                                                      | |
| Abzweig geradeaus und von rechts | | Strecke von Lünen                                                                                                  | Strecke von Lünen                                                                                                  |
| Bahnhof mit S-Bahn-Halt | 31,3 | Dortmund Hbf | 84 m |
| Abzweig geradeaus und nach rechts | | Strecke nach Wanne-Eickel                                                                                          | Strecke nach Wanne-Eickel                                                                                          |
| Abzweig geradeaus und nach rechts | | Hauptstrecke nach Bochum/Witten                                                                                    | Hauptstrecke nach Bochum/Witten                                                                                    |
| | | | |
| ehemaliger S-Bahn-Turmhaltepunkt geradeaus unten | 29,5 | Dortmund West (geplant) Strecke DO-Mengede–Unna-Königsborn und Strecke DO-Lütgendortmund–Dortmund Süd              | Dortmund West (geplant) Strecke DO-Mengede–Unna-Königsborn und Strecke DO-Lütgendortmund–Dortmund Süd              |
| | | | |
| Abzweig geradeaus und nach links | | Strecke nach Soest                                                                                                 | Strecke nach Soest                                                                                                 |
| Kreuzung geradeaus unten | 28,4 | Strecke Dortmunderfeld–Abzw Schnettkerbrücke                                                                       | Strecke Dortmunderfeld–Abzw Schnettkerbrücke                                                                       |
| | | | |
| Abzweig geradeaus und von rechts | | Strecke von Dortmund-Dortmunderfeld, zur Strecke von Dortmund-Huckarde und zur Strecke von Dortmund-Lütgendortmund | Strecke von Dortmund-Dortmunderfeld, zur Strecke von Dortmund-Huckarde und zur Strecke von Dortmund-Lütgendortmund |
| | | | |
| Blockstelle | 27,6 | Schönau (Abzw) | Schönau (Abzw) |
| S-Bahn-Halt | 25,6 | Dortmund-Barop | 97 m |
| ehemaliger S-Bahn-Halt | | Dortmund-Hombruch (geplant)                                                                                        | Dortmund-Hombruch (geplant)                                                                                        |
| S-Bahn-Halt | 23,2 | Dortmund-Kruckel                                                                                                   | 100 m |
| ehemaliger S-Bahn-Halt | | Witten Rüdinghauser Feld (geplant)                                                                                 | Witten Rüdinghauser Feld (geplant)                                                                                 |
| S-Bahn-Halt | 20,3 | Witten-Annen Nord                                                                                                  | 114 m |
| ehemaliger S-Bahn-Halt | | Witten Universität (geplant)                                                                                       | Witten Universität (geplant)                                                                                       |
| Kreuzung geradeaus unten (Querstrecke außer Betrieb) | | ehem. Rheinischer Esel                                                                                             | ehem. Rheinischer Esel                                                                                             |
| Abzweig geradeaus und von rechts | | Hauptstrecke von Bochum/Dortmund                                                                                   | Hauptstrecke von Bochum/Dortmund                                                                                   |
| Bahnhof mit S-Bahn-Halt | 15,3 | Witten Hbf | 95 m |
| Abzweig geradeaus und nach rechts | | Strecke nach Schwelm                                                                                               | Strecke nach Schwelm                                                                                               |
| Bahnhof mit S-Bahn-Halt | 7,8 | Wetter (Ruhr) | 94 m |
| Brücke über Wasserlauf | | Ruhr | Ruhr |
| | | | |
| Strecke von rechts · Strecke | | Ruhrtalbahn von Hattingen (Ruhr) (GV und Museumszüge)                                                              | Ruhrtalbahn von Hattingen (Ruhr) (GV und Museumszüge)                                                              |
| | | | |
| Kreuzung geradeaus unten (Querstrecke außer Betrieb) · Kreuzung geradeaus unten (Querstrecke außer Betrieb) | | ehem. Wuppertaler Nordbahn                                                                                         | ehem. Wuppertaler Nordbahn                                                                                         |
| Dienststation / Betriebs- oder Güterbahnhof · Bahnhof mit S-Bahn-Halt | 4,3 | Hagen-Vorhalle | 106 m |
| Brücke · Brücke | | A 1 | A 1 |
| Strecke · Abzweig geradeaus und von links | | von Dortmund-Löttringhausen                                                                                        | von Dortmund-Löttringhausen                                                                                        |
| Blockstelle · Blockstelle | 3,6 | Abzw Hagen-Vorhalle Yo                                                                                             | Abzw Hagen-Vorhalle Yo                                                                                             |
| Abzweig geradeaus und nach links · Kreuzung geradeaus unten · Strecke von rechts | | ↖ Ruhrtalbahn / ↙ nach HA-Kabel                                                                                    | ↖ Ruhrtalbahn / ↙ nach HA-Kabel                                                                                    |
| Kreuzung geradeaus unten und rechts (Querstrecke außer Betrieb) · Kreuzung geradeaus unten (Querstrecke außer Betrieb) · Abzweig ehemals quer und nach links | | ehem. HA-Eckesey ↔ HA-Hengstey                                                                                     | ehem. HA-Eckesey ↔ HA-Hengstey                                                                                     |
| Abzweig ehemals quer und nach links · Kreuzung geradeaus unten · Strecke von rechts | | ehem. Verbindungsstrecke von HA-Eckesey                                                                            | ehem. Verbindungsstrecke von HA-Eckesey                                                                            |
| Brücke über Wasserlauf · Brücke über Wasserlauf | | Volme | Volme |
| | | | |
| Strecke von links · Abzweig geradeaus, nach rechts und von links · Abzweig geradeaus und von links | | Strecke von Hamm (Westf) und Ruhr-Sieg-Strecke von Siegen                                                          | Strecke von Hamm (Westf) und Ruhr-Sieg-Strecke von Siegen                                                          |
| | | | |
| Strecke · Strecke · Dienststation / Betriebs- oder Güterbahnhof | | Hagen Gbf | Hagen Gbf |
| ehemaliger S-Bahn-Halt · Strecke · Strecke | | Hagen-Eckesey (geplant)                                                                                            | Hagen-Eckesey (geplant)                                                                                            |
| Abzweig geradeaus und von rechts · Abzweig geradeaus und von links · Abzweig geradeaus und nach rechts | | Verbindungsstrecke von Hagen-Eckesey                                                                               | Verbindungsstrecke von Hagen-Eckesey                                                                               |
| Bahnhof mit S-Bahn-Halt · Bahnhof · Dienststation / Betriebs- oder Güterbahnhof | 0,0141,7 | Hagen Hbf (ehem. Hagen BME)                                                                                        | 107 m |
| Brücke über Wasserlauf · Brücke über Wasserlauf · Brücke über Wasserlauf | | Volme | Volme |
| Strecke · Abzweig geradeaus und ehemals nach links · Strecke | | ehem. Verbindungsstrecke nach Dieringhausen                                                                        | ehem. Verbindungsstrecke nach Dieringhausen                                                                        |
| Abzweig geradeaus und nach rechts · Strecke · Strecke | | S-Bahn-Strecke nach Gevelsberg                                                                                     | S-Bahn-Strecke nach Gevelsberg                                                                                     |
| Strecke · Strecke · ehemalige Blockstelle | 140,8 | Abzw Rehsiepen (Nord)                                                                                              | Abzw Rehsiepen (Nord)                                                                                              |
| Strecke nach links · Kreuzung geradeaus oben · Kreuzung geradeaus oben | | Strecke nach Gummersbach-Dieringhausen                                                                             | Strecke nach Gummersbach-Dieringhausen                                                                             |
| Abzweig geradeaus und von links · Strecke nach rechts | 140,2 | Abzw Rehsiepen (niveaufreie Einfädelung)                                                                           | 121 m |
| Abzweig geradeaus und ehemals von links | | ehem. Kleinbahn nach Breckerfeld                                                                                   | ehem. Kleinbahn nach Breckerfeld                                                                                   |
| | | | |
| Dienststation / Betriebs- oder Güterbahnhof | 138,1 | Hagen-Haspe (ehem. Haspe BME, Hasper Hütte)                                                                        | 142 m |
| | | | |
| Abzweig ehemals geradeaus und von links · Abzweig geradeaus und nach rechts | | heutiger Beginn der Ennepetalbahn                                                                                  | heutiger Beginn der Ennepetalbahn                                                                                  |
| ehemaliger Haltepunkt / Haltestelle | 132,7 | Gevelsberg | Gevelsberg |
| Strecke nach links und Tunnelanfang · Kreuzung mit Tunnelstrecke · Strecke geradeaus und quer (im Tunnel) | 131,1 | Kruiner Tunnel, Ennepetalbahn nach Altenvoerde                                                                     | Kruiner Tunnel, Ennepetalbahn nach Altenvoerde                                                                     |
| Brücke über Wasserlauf | 131,0 | Ennepe | Ennepe |
| Haltepunkt / Haltestelle | 130,5 | Ennepetal (Gevelsberg) (ehem. Milspe)                                                                              | 210 m |
| Abzweig quer und von rechts · Kreuzung geradeaus oben · Strecke von rechts | | S-Bahn-Strecke von Gevelsberg                                                                                      | S-Bahn-Strecke von Gevelsberg                                                                                      |
| Strecke · Bahnhof · S-Bahnhof | 126,0(5,2) | Schwelm | 213 m |
| Abzweig geradeaus und ehemals von rechts · Strecke · Strecke | | ehem. Verbindungsstrecke von Nordbahn                                                                              | ehem. Verbindungsstrecke von Nordbahn                                                                              |
| Strecke · Strecke · S-Bahn-Halt | 3,7 | Schwelm West | 197 m |
| ehemaliger Dienststation / Betriebs- oder Güterbahnhof · Strecke · Strecke | (2,2) | Wuppertal-Langerfeld (alt)                                                                                         | Wuppertal-Langerfeld (alt)                                                                                         |
| Dienststation / Betriebs- oder Güterbahnhof · Strecke · Strecke | (1,8) | Wuppertal-Langerfeld (Bft)                                                                                         | 183 m |
| Abzweig geradeaus, ehemals nach rechts und ehemals von rechts · Strecke · Strecke | | ehem. Verbindungsstrecken zur Nordbahn                                                                             | ehem. Verbindungsstrecken zur Nordbahn                                                                             |
| Strecke nach halblinks · Strecke nach halbrechts · S-Bahn-Halt | 1,6 | Wuppertal-Langerfeld                                                                                               | 174 m |
| Strecke von halblinks · Strecke nach halblinks und von halbrechts · Strecke nach halbrechts | | (Überwerfungsbauwerk)                                                                                              | (Überwerfungsbauwerk)                                                                                              |
| Strecke · Strecke von halblinks · Strecke von halbrechts | | (nur Güterverkehr)                                                                                                 | (nur Güterverkehr)                                                                                                 |
| Strecke · Strecke · Abzweig geradeaus, ehemals nach links und von links | | ehem. von/nach Opladen                                                                                             | ehem. von/nach Opladen                                                                                             |
| Brücke über Wasserlauf · Brücke über Wasserlauf · Brücke über Wasserlauf | | Wupper | Wupper |
| Strecke · Abzweig geradeaus und von links · Abzweig ehemals quer und nach rechts | | ehem. von Opladen/Wuppertal-Rauenthal                                                                              | ehem. von Opladen/Wuppertal-Rauenthal                                                                              |
| Bahnhof · S-Bahnhof | (0,0)120,9 | Wuppertal-Oberbarmen                                                                                               | 162 m |
| Haltepunkt / Haltestelle · S-Bahn-Halt | 118,9 | Wuppertal-Barmen                                                                                                   | 156 m |
| ehemaliger Bahnhof · S-Bahnhof | 117,0 | Wuppertal-Unterbarmen                                                                                              | 160 m |
| ehemaliger Bahnhof · Strecke | 115,7 | Döppersberg (urspr. Streckenbeginn)                                                                                | Döppersberg (urspr. Streckenbeginn)                                                                                |
| Bahnhof · S-Bahnhof | 115,4 | Wuppertal Hbf (ehem. Elberfeld)                                                                                    | 170 m |
| | | Hauptstrecke nach Düsseldorf                                                                                       | |
| | | | |
| Quellen: | | | |

Die Bahnstrecke Elberfeld–Dortmund, auch Wupperstrecke genannt, ist eine der wichtigsten und am meisten befahrenen Eisenbahnstrecken in Deutschland. Sie ist Hauptachse des Schienenpersonenfernverkehrs, Schienenpersonennahverkehrs und Güterverkehrs unmittelbar südlich des Ruhrgebietes, u. a. befahren von Intercity-Express, Intercity, Regional-Express, Regionalbahn und S-Bahn.
Diese 56 Kilometer lange Strecke ist die Stammstrecke der Bergisch-Märkischen Eisenbahn-Gesellschaft, sie wurde 1849 eröffnet und seitdem mehrfach ausgebaut und auf kompletter Länge elektrifiziert.

## Geschichte
Da die Köln-Mindener Eisenbahn-Gesellschaft schon bei der Planung ihrer Strecke das Bergische Land entlang von Ruhr und Wupper weiträumig zu umgehen gedachte, erwarb die Bergisch-Märkische Eisenbahn-Gesellschaft (BME) am 12. Juli 1844 die preußische Konzession für eine Bahnverbindung des hochindustrialisierten Gebietes im Tal der Wupper und des Bergischen Landes in östlicher Richtung. Eine Verbindung nach Westen zum Rhein hatte die 1837 gegründete Düsseldorf-Elberfelder Eisenbahn-Gesellschaft (DEE) bereits 1841 fertiggestellt.

### Bau der Strecke
Im Jahre 1825 veröffentlichte Friedrich Harkort in der Zeitschrift Hermann den Aufruf zum Bau einer Eisenbahn von Köln nach Minden, welchen er in der von ihm verfassten Schrift Die Eisenbahn von Minden nach Cöln 1833 erneuerte. Die BME hat die Strecke ab 1844 nach den Plänen von Harkort gebaut und in einzelnen Abschnitten in Betrieb genommen.
Eingleisiger Streckenbau
- Am 9. Oktober 1847 wurde der Streckenabschnitt Elberfeld-Schwelm für den Personenverkehr freigegeben.
  - Wegen der schwierigen Verhältnisse oberhalb des Kruiner Tunnels im Abschnitt Schwelm-Gevelsberg kam der Streckenbau hier nur langsam voran[7]
- Am 29. Dezember 1848 wurde der Güterverkehr auf der gesamten Strecke Elberfeld-Dortmund aufgenommen[3]
- Am 9. März 1849 wurde der Personenverkehr im Abschnitt Schwelm-Dortmund aufgenommen[3]

Zweigleisiger Ausbau
- Bis Ende 1860 wurden die Streckenabschnitte Elberfeld-Schwelm und Milspe-Dortmund zweigleisig ausgebaut
- 1882, zweigleisiger Ausbau des Streckenabschnitts Schwelm-Milspe (später Bahnhof Ennepetal)

Elektrifizierung
Die gesamte Strecke wird seit dem 29. Mai 1964 elektrisch betrieben.

### Ausbau der Hauptstrecke
Nach der Verstaatlichung der BME begann man, diese die bedeutenden Eisenbahnknotenpunkte Düsseldorf und Dortmund verbindende Strecke nach und nach auszubauen. Zwischen 1900 und 1915 wurde ein zusätzliches Gleispaar für den lokalen Verkehr gebaut (im Sprachgebrauch der Bahn „Ortsgleise“ genannt), um die vorhandenen Gleise für durchgehende Züge freizuhalten. Die ersten Gleise wurden bis 1911 zwischen Unter- und Oberbarmen errichtet, von Elberfeld nach Vohwinkel wurden sie am 10. April 1913 eröffnet, zwei Jahre später erfolgte der Lückenschluss zwischen Elberfeld und Unterbarmen.
Am 12. Dezember 1939 ereignete sich zwischen den Bahnhöfen Hagen-Vorhalle und Wetter (Ruhr) ein schwerer Eisenbahnunfall, als aufgrund von Fahrdienstleiter- und Stellwerkfehlern zwei Personenzüge zusammenstießen. 15 Menschen starben, 36 wurden darüber hinaus verletzt.
1988 erfolgte eine Neutrassierung zwischen Witten und Dortmund für den Fernverkehr. Auch der Wupper-Express nutzt diesen Abschnitt.

### Ausbau für S-Bahn
Im Zuge der Einrichtung der S-Bahn-Linie S 8 wurden die im vorherigen Abschnitt genannten Ortsgleise zwischen Wuppertal-Vohwinkel und Wuppertal-Oberbarmen in die neue Strecke der S-Bahn (2525) integriert. Am 29. Mai 1988 erfolgte die Eröffnung der neuen Streckenstücke von Wuppertal-Oberbarmen bis zum Abzweig Linderhausen zur Bahnstrecke Witten–Schwelm nach Osten, sowie von Wuppertal-Vohwinkel nach Düsseldorf Hbf Richtung Westen.

## Heutige Situation
Die Bahnstrecke verläuft zum Teil parallel zu der von der Rheinischen Eisenbahn-Gesellschaft gebauten Wuppertaler Nordbahn, die am Nordrand der Stadt durch das Bergische Land führte und heute auf dem westlichen Abschnitt größtenteils stillgelegt ist. Nördlich von Hagen überquert die historisch zur Bahnstrecke Düsseldorf-Derendorf–Dortmund Süd zählende Verbindung den Herdecker Ruhrviadukt und durchfährt auf dem Weg nach Dortmund den Ender Tunnel. Hier verkehrt die Volmetalbahn (RB 52) von Lüdenscheid.
Die S-Bahn-Linien S 8 und S 9 von Hagen über Wuppertal und S 8 weiter über Düsseldorf nach Mönchengladbach benutzen heute Teilabschnitte beider Strecken sowie den Südabschnitt der sie verbindenden Bahnstrecke Witten–Schwelm. Die S-Bahn-Linie S 5 von Dortmund über Witten nach Hagen (und weiter als S 8) fährt auf ihrem kompletten Verlauf entlang der historischen Strecke.
Ist aufgrund von Bauarbeiten oder anderen Einschränkungen ein Fahrbetrieb durch Wetter (Ruhr) nicht oder nur eingleisig möglich, werden die Züge unter erleichterten Bedingungen ab Witten Hauptbahnhof über den Wittener Ruhrviadukt und die mittlere Ruhrtalbahn bis Hagen-Vorhalle umgeleitet.

## Zugangebot
Im Personenfernverkehr wird die Strecke im Stundentakt durch die InterCityExpress-Linie 10 von Köln (zweistündig von Bonn) über Hamm (Westf) und Hannover nach Berlin mit Halt in Wuppertal und Hagen befahren. Darüber hinaus verkehren weitere einzelne Intercity-Expresse sowie zweistündlich im Wechsel Intercitys der Linien 31 und 55 zwischen Köln und Dortmund, ebenfalls mit Zwischenhalten in Wuppertal und Hagen.
Die Regional-Express-Verbindung Wupper-Express (RE 4) folgt der Strecke bis zum Wittener Hauptbahnhof, wo sie, wie auch der Fernverkehr, die 1988 eröffnete Neubaustrecke zwischen Langendreer und Dortmund nimmt. Der Abschnitt über Witten-Annen Nord und Dortmund-Barop wird heute nur noch von der S 5 genutzt.
Weitere Nahverkehrslinien, die zumindest Teile der Strecke befahren, sind der Rhein-Münsterland-Express (RE 7) und Maas-Wupper-Express (RE 13) auf dem Abschnitt zwischen Wuppertal Hauptbahnhof und Hagen Hauptbahnhof, der Ruhr-Lenne-Express (RE 16) und die Ruhr-Lenne-Bahn (RB 40) zwischen Hagen Hauptbahnhof und Witten Hauptbahnhof sowie die S 7 Der Müngstener (auf den Ortsgleisen von 1913/5) zwischen Wuppertal Hauptbahnhof und Wuppertal-Oberbarmen. Ab Hagen-Vorhalle stößt der Dortmund-Siegerland-Express (RE 34) auf die Strecke. Diese Züge halten nicht in Wetter und verkehren ebenfalls ab Witten über die Neubaustrecke nach Dortmund.